# Cynanchum rossii
Cynanchum rossii är en oleanderväxtart som beskrevs av Werner Rauh. Cynanchum rossii ingår i släktet Cynanchum och familjen oleanderväxter. Inga underarter finns listade i Catalogue of Life.